# Bar’am

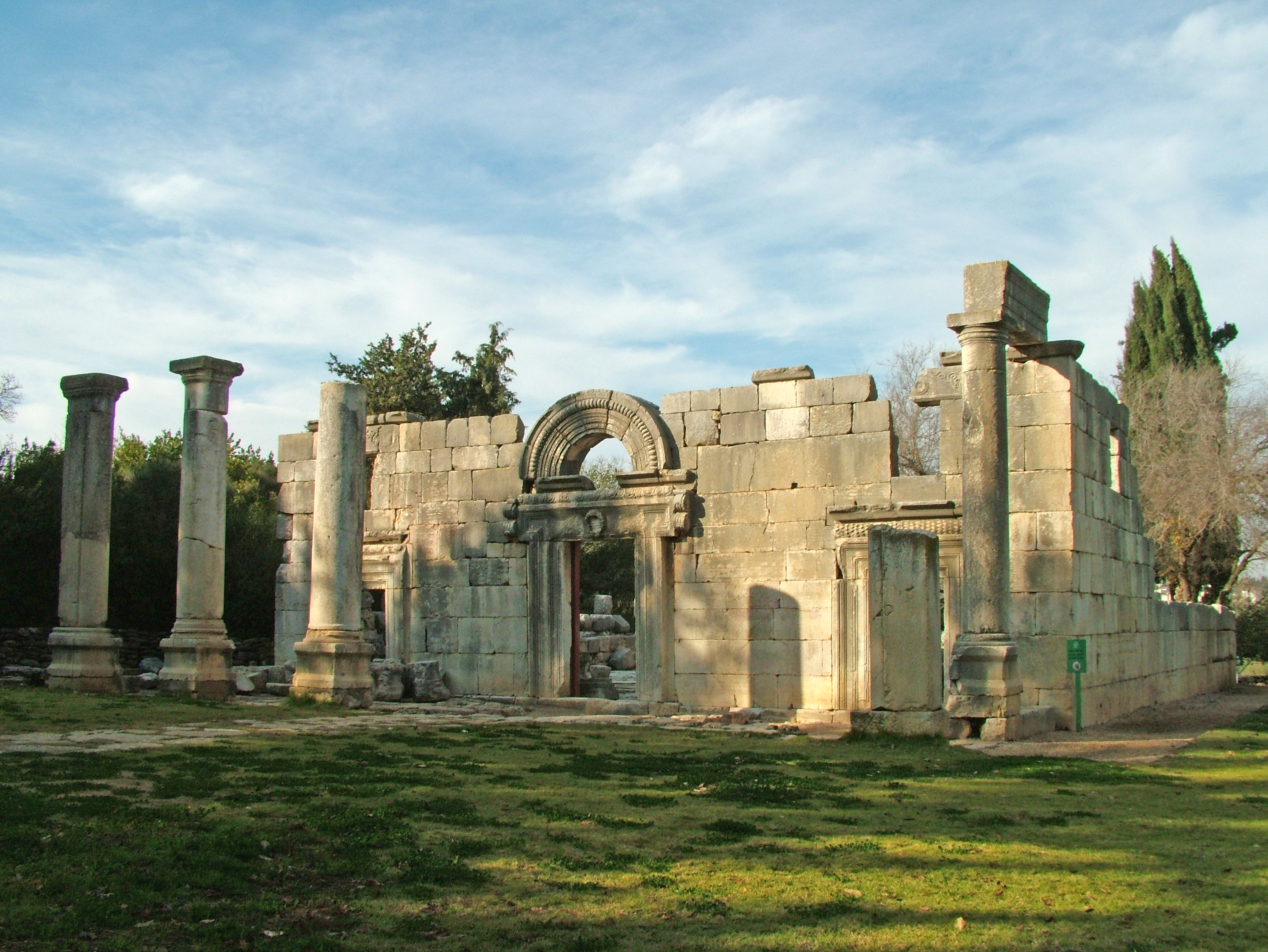
Große Synagoge des historischen Barʿam

Barʿam (hebräisch בַּרְעָם Barʿam, deutsch ‚Sohn des Volkes‘, arabisch برعم, auch Baram oder Birʿam) ist ein Ort im Nordbezirk Israels direkt an der libanesischen Grenze. Der Ort hatte 2018 590 Einwohner. Der Ort zählt zum Regionalverband Obergaliläa.

## Geschichte
Eine jüdische Siedlung wurde im ersten Jahrhundert n. Chr. gegründet. Einer Legende zufolge wurde Königin Ester hier beerdigt. Barʿam wurde im 4. bis 5. Jahrhundert ein wohlhabendes Dorf, was die gleichzeitige Existenz zweier Synagogen belegt. Zwischen dem 7. und 13. Jahrhundert gaben die jüdischen Bewohner die Siedlung aus unbekannten Gründen auf.
Im Osmanischen Reich lebten ab dem 18. Jahrhundert maronitische Christen in dem Dorf.

### Vertreibung und angestrebte Rückkehr der maronitischen Bevölkerung

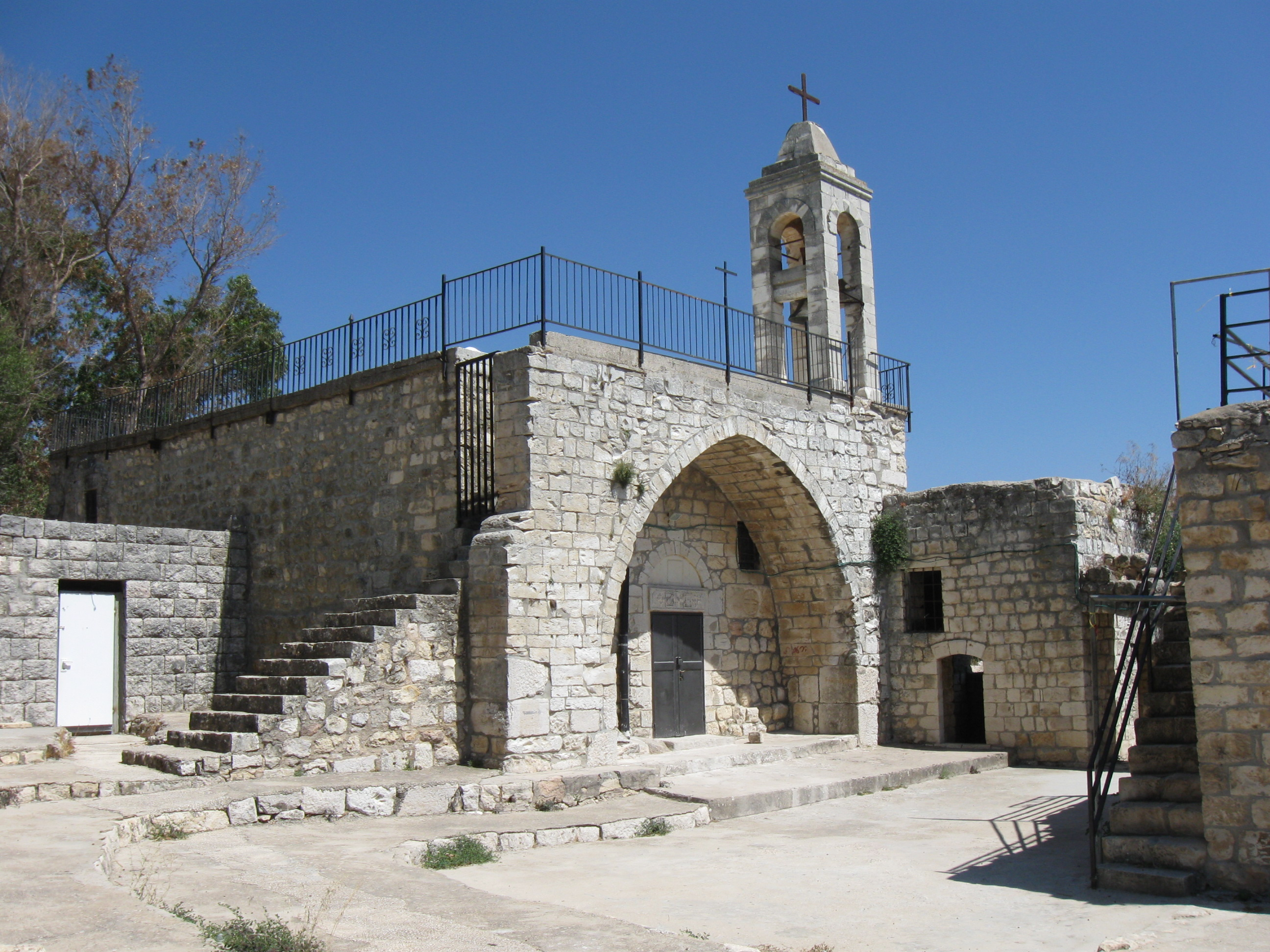
Barʿams maronitische Liebfrauenkirche

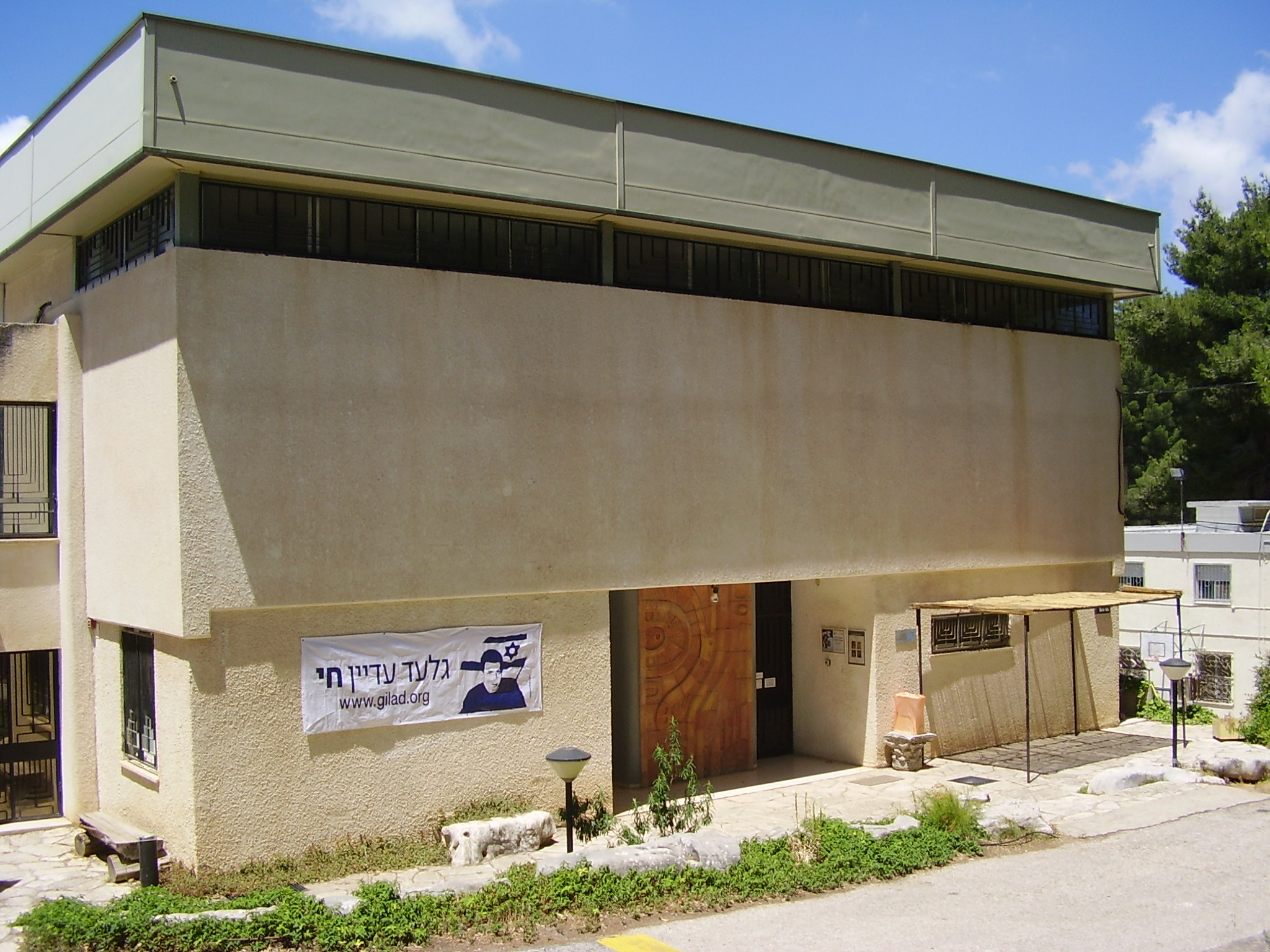
Bar-David-Museum im Kibbuz Barʿam

Im November 1948, während des Kriegs um Israels Unabhängigkeit, wurden die rund 1000 maronitischen Bewohner, die weder bewaffnet waren noch den israelischen Verbänden Widerstand leisteten, aus Barʿam vertrieben bzw. innerhalb der Grenzen des neu entstandenen Staates Israel umgesiedelt. Eine Rückkehr der israelisch-arabischen Bevölkerung wurde zunächst durch den israelischen Obersten Gerichtshof in einem Urteil von 1951 positiv bestätigt, aber von der Armee verhindert. Um eine heimliche Rückkehr der Bewohner auszuschließen, wurde die Ortschaft 1953 gesprengt. In einiger Entfernung besteht seit 1949 der Kibbuz Barʿam. 
Die verwaiste maronitische Liebfrauenkirche wurde später wieder hergerichtet und ist heute das einzige intakte Gebäude am alten Ort. Seit 1967 dürfen ehemalige Bewohner Barʿams wieder auf dem örtlichen Friedhof bestattet werden. Im Parlamentswahlkampf von 1977 drückte der später zum Regierungschef gewählte Menachem Begin den Bewohnern seine Solidarität aus, der Sachverhalt kam zur Debatte in der Knesset. Um Bedenken bezüglich nachteiliger Folgen für den inzwischen auf enteignetem Dorfland entstandenen Kibbuz zu zerstreuen, erklärten die rückkehrwilligen Maroniten sogar ihre Bereitschaft zum Verzicht auf das bewirtschaftete Ackerland.
In den 1980ern nahmen sich mehrere Likud-Minister ihrer Beschwerden an, ohne das Problem allerdings zu lösen. Auch die 1992 unter Jitzchak Rabins Führung gebildete Koalitionsregierung versprach, das den Bewohnern von Barʿam sowie eines weiteren Dorfes geschehene Unrecht zu beheben. Die Einsetzung einer entsprechenden Ministerkommission blieb jedoch ohne konkretes Ergebnis.
Die Regierung unter Ariel Scharon lehnte im Juli 2005 eine Rückkehr der israelisch-maronitischen Bevölkerung ab. Begründet wurde dies mit Sicherheitsgründen und der unmittelbaren Nähe zur libanesischen Grenze. Zudem soll ein rechtlicher Präzedenzfall für die gemäß dem Völkerrecht immer noch als Flüchtlinge angesehenen Palästinenser im Libanon, in Syrien, Jordanien und Ägypten sowie im Westjordanland und im Gazastreifen und ihre Nachkommen, die den Flüchtlingsstatus vererbt bekommen haben, vermieden werden. 2009 wandte sich die Maronitengemeinde mit einem Hilfsgesuch an Antonio Franco, den päpstlichen Nuntius in Jerusalem. Die Forderung nach Umsetzung der vom Obersten Gerichtshof erteilten Erlaubnis zur Rückkehr wurde 2011 von Seiten der maronitischen Glaubensgemeinschaft in Israel erneuert. Das anlässlich eines Besuchs Papsts Franziskus in Israel und den Palästinensergebieten aus dem Libanon eingereiste Oberhaupt der maronitischen Kirche, Patriarch Béchara Kardinal Raï, sicherte der vertriebenen Gemeinde 2014 bei einem Besuch in Barʿam seine Unterstützung zu.

## Nationalpark

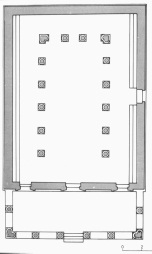
Grundriss der Synagoge

Heute ist Barʿam auch ein Nationalpark. Dabei wird auf den offiziellen Informationstafeln die antike jüdische Geschichte des Ortes kurz beschrieben und vor allem die gut erhaltene große Synagoge hervorgehoben.
Die alte jüdische Siedlung hatte zwei Synagogen, die aufgrund archäologischer Funde ins späte 4. bzw. frühe 5. Jahrhundert datiert werden, wenn auch die Architektur auf eine frühere Bauzeit hindeutet. Von der größeren ist die Fassade mit drei Eingangsportalen hoch anstehend erhalten. Im Inneren der aus sorgfältig behauenem Kalkstein gebauten Hallensynagoge bilden 14 Säulen eine U-Form. Sie stützten die zweite Etage – vermutlich mit der Frauenempore – und das Dach. 
Die Ecksäulen haben einen herzförmigen Querschnitt, so dass sie im rechten Winkel von zwei Seiten die Balken aufnehmen konnten. Die Halle misst etwa 15 × 20 Meter. Die Eingangsseite ist nach Süden in Richtung Jerusalem ausgerichtet, wie bei den meisten alten Synagogen in Galiläa. Vorgelagert war ein überdachter Vorhof, von dessen acht Säulen noch fünf aufgerichtet stehen. Unter dem rechten Fenster in der Fassade findet sich eine aramäische Inschrift mit dem Namen des Erbauers, Banahu Elazar bar Yodan.
Biblische oder frühe historische Belege sind für Barʿam nicht vorhanden, erste schriftliche Zeugnisse stammen von mittelalterlichen Reisenden. Die Synagoge von Barʿam wird als eine der schönsten historischen Synagogen in Israel bezeichnet.

Die kleinere Synagoge ist nicht erhalten, ihre Überreste wurden bei Ausgrabungen entdeckt. Ein dabei entdeckter Türsturz mit Inschrift enthält einen Segensspruch („Friede an diesem Ort und in ganz Israel“) und den Namen des Erbauers, Josef HaLevi ben Levi. Der Türsturz befindet sich heute im Louvre in Paris.

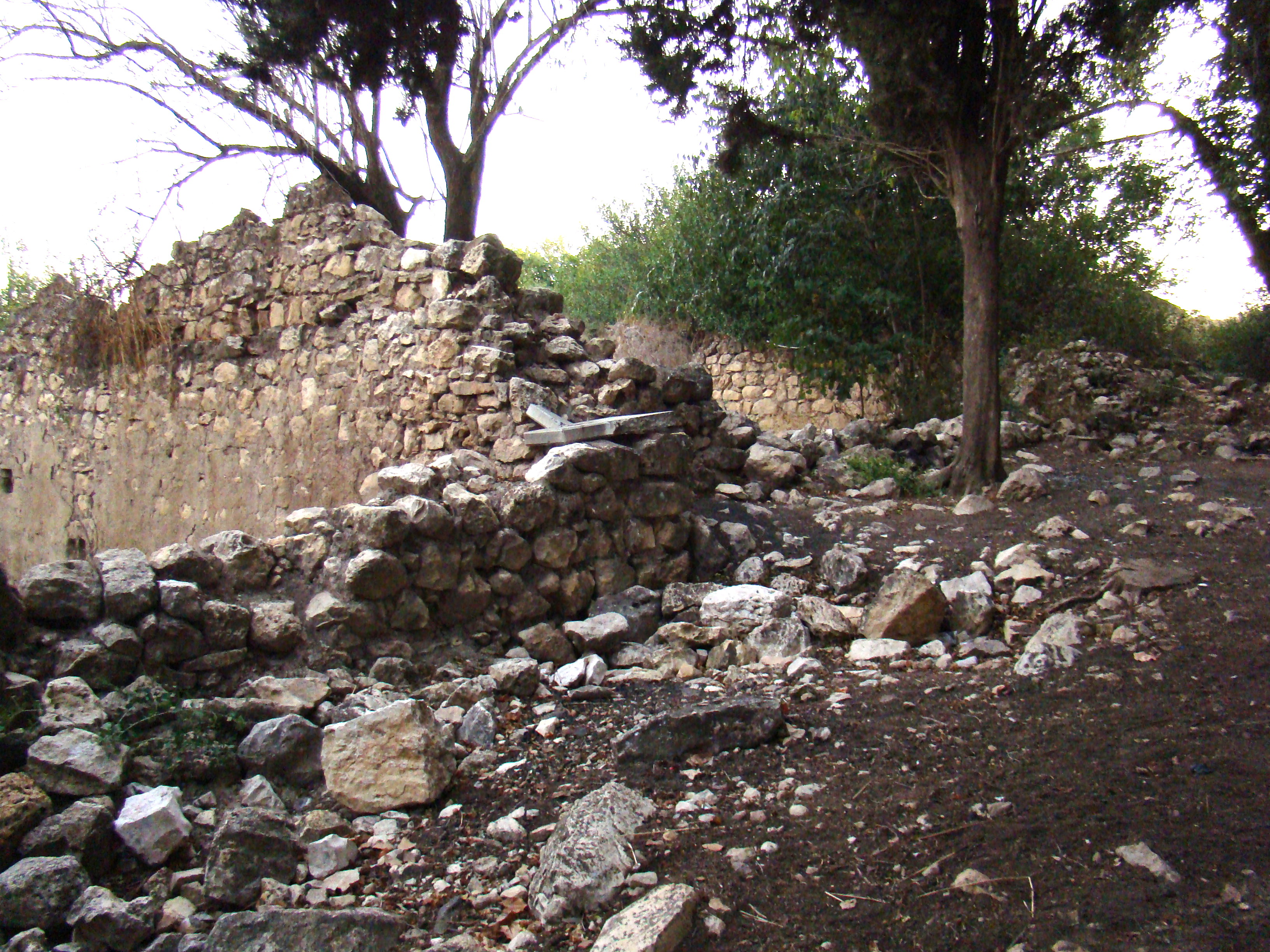
Ruinen des maronitischen Dorfes
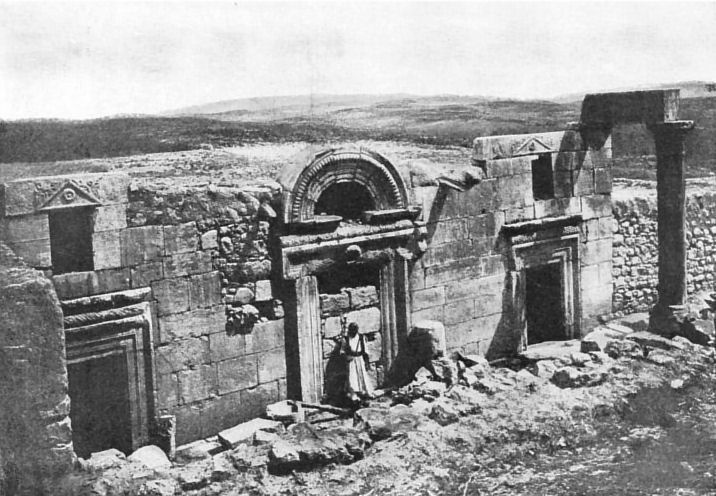
Ruinen einer Synagoge in Barʿam, Israel, wahrscheinlich 3. Jh. Aufnahme des Palestine Exploration Fund um 1900.
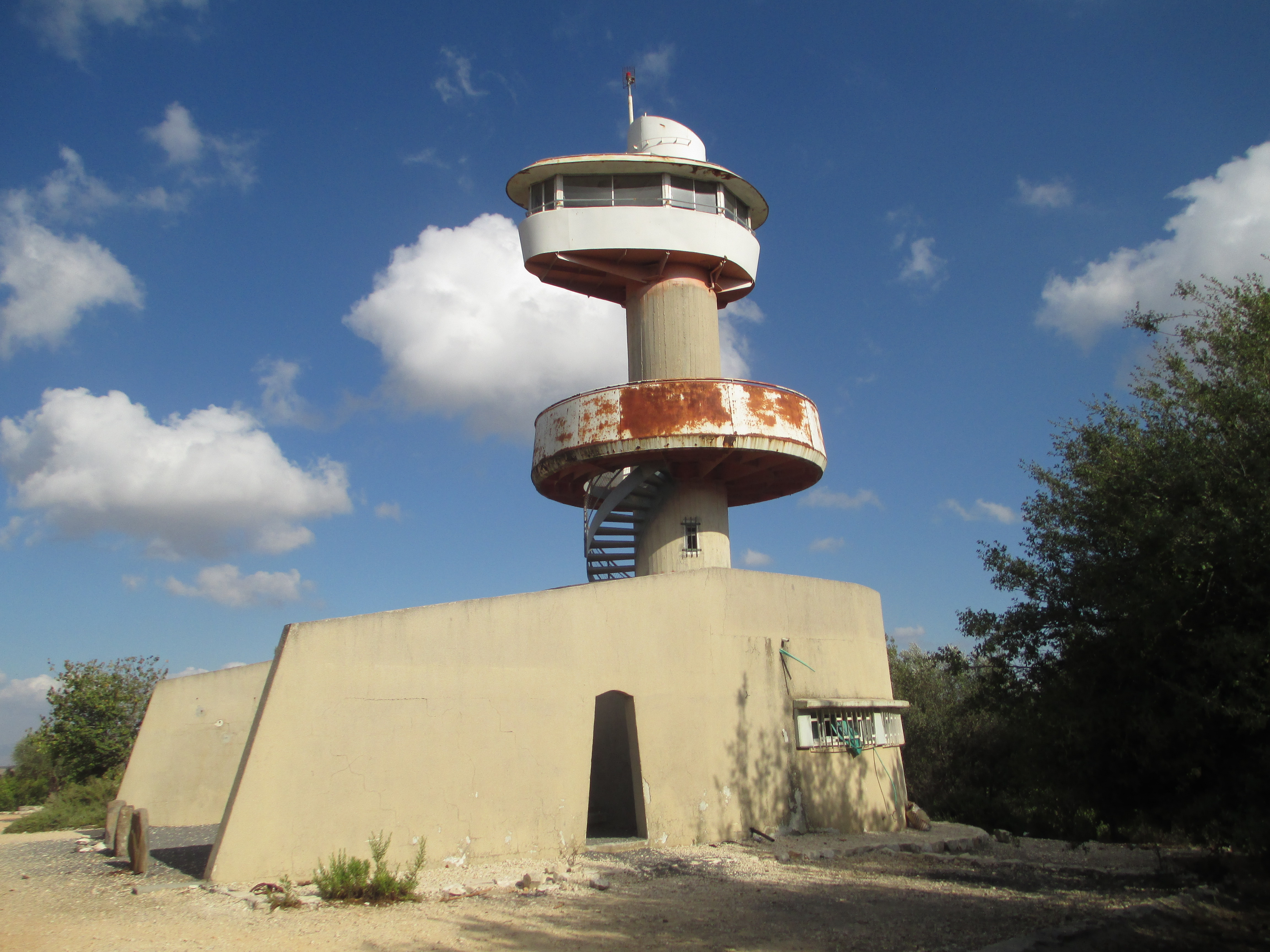
Barʿam Tower auf dem Gipfel des Mount Shifra
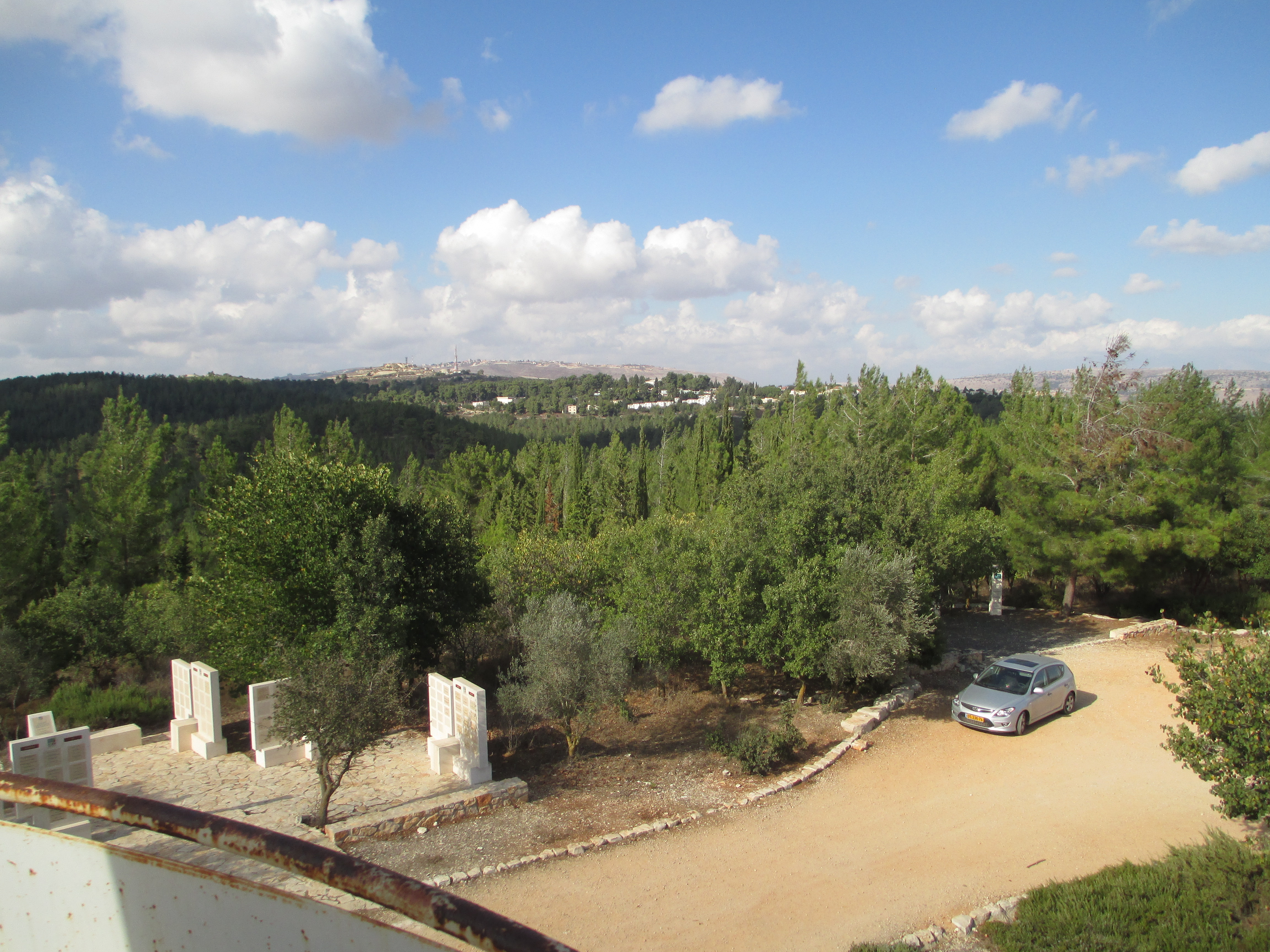
Blick vom Barʿam Tower. Im Hintergrund ist das libanesische Dorf Marun ar-Ras zu sehen.

## Bevölkerung
Nach Angaben aus dem Jahr 2014 besteht die Bevölkerung des Kibbuzes überwiegend aus Juden. Etwa 500 Einwohner umfasst das kleine Dorf. Jährlich steigt hier die Einwohnerzahl. Zum 31. Dezember 2014 hin, waren es etwa 575 Einwohner. Im Laufe des Jahres wuchs die Bevölkerung um 1,6 %.
| Jahr        | 1961 | 1972 | 1983 | 1995 | 2001 | 2003 | 2004 | 2005 | 2006 | 2007 | 2008 | 2009 | 2010 | 2011 | 2012 | 2013 | 2014 | 2016 |
| ----------- | ---- | ---- | ---- | ---- | ---- | ---- | ---- | ---- | ---- | ---- | ---- | ---- | ---- | ---- | ---- | ---- | ---- | ---- |
| Bevölkerung | 173  | 311  | 407  | 452  | 491  | 474  | 462  | 481  | 479  | 495  | 504  | 548  | 578  | 575  | 572  | 566  | 575  | 589  |

## Söhne und Töchter
- Elias Chacour (* 1939), griechisch-katholischer Geistlicher und emeritierter Erzbischof